# 아기오이 테오도로이
아기오이 테오도로이(Agioi Theodoroi, 그리스어: Άγιοι ΘεόδΩροι)는 그리스 펠로폰네소스주 코린티아현에 있는 도시이자 옛 자치체이다. 2011년 지방 정부 개혁 이후 루트라키-페라코라-아기오이 테오도로이 지방자치단체의 일부가 되었다. 시 단위의 면적은 98,030km2이다.

## 인구
| 연도 | 인구  |
| ---- | ----- |
| 1981 | 2,660 |
| 1991 | 5,084 |
| 2001 | 5,960 |
| 2011 | 4,643 |